# Туркмены в Иране
Туркмены в Иране (также иранские туркмены; туркм. Eýran Türkmenleri, перс. ترکمن‌های ایران‎) — крупнейшая группа туркменского этноса за пределами Туркменистана. Туркмены оказались одним из разделённых народов после 1885 года, когда в результате британского, иранского и пуштунского противодействия экспансия Российской империи на юг прекратилась. Судьба туркмен по разные стороны границы складывалась по-разному. Индустриализация, урбанизация и более интенсивная модернизация в советском Туркменистане привела к сплочению разрозненных кочевых племён в единый оседлый этнос с чёткими культурно-языковыми атрибутами. В современном же Иране туркмены, как и иранские казахи и татары, всё более подвержены персизации.

## Расселение
Иранские туркмены долгое время представляли собой группу полукочевых племён, сохранявших более традиционный уклад. В Иранской Туркмении проживали следующие туркменские племена — йомуды, гёклены, игдыры, сарыки и салыры. Точные данные о численности туркмен в Иране отсутствуют. Но численность туркмен в Иране оценивается примерно в 1 миллион человек. С конца 1970-х годов оценки численности затруднены из-за растущей ассимиляции туркмен. Ареал их традиционного расселения в Иране распадается на две крупные группы: более компактную западную, куда входят междуречье Атрека и Горгана (Горганская равнина), и более дисперсную восточную (приграничный Копетдаг, низовья реки Кешефруд и долина р. Герируд (Теджен). Между ними пролегает зона компактного проживания курдов (Хорасанский Курдистан).

## Этническая история
В XVI веке туркменские племена на территории Ирана были расселены следующим образом. В Северном Хорасане проживали текинцы, проникшие сюда ещё в XV веке; между Горганом и Атреком обитали племена, известные у Искандера Мунши под общим названием «йака-туркмены» (племена охлу, геоклен, эймур, салор и др.). В течение всего XVII века и начала XVIII в. происходил процесс переселения туркменских племён в пределы Ирана. В XVII веке оно было связано с усиленной эксплуатацией туркмен хивинскими ханами и набегами калмыкских феодалов.
После того как в 1728 году Надир-шах разгромил туркмен и курдов, он вытеснил часть племён теке и имрели из Дуруна и поселил их в Хорасане на границе со степью между Астрабадом и Дуруном. В 1740-х годах Надир-шах покорил Бухарское и Хивинское ханства. Большая часть туркмен-йомудов была вынуждена переселиться из Хивинского ханства на побережье Каспийского моря и в Астрабад.
Вплоть до вхождения Средней Азии в состав России обстановка в местах расселения туркмен была неспокойной. Под предлогом джихада хивинский хан неоднократно совершал набеги на иранскую территорию. Как писал Риза Кули-хан, он «иногда водил войска против Серахса и Мерва, а иной раз он приказывал туркменам произвести набег на районы Хорасана». В свою очередь, иранские войска порой вторгались на территорию Средней Азии, преимущественно на туркменские земли, грабили и уводили людей с туркменских кочевий в плен.
На передвижение туркменских племён сказывались также межплеменные противоречия, которые довольно часто возникали в то время. В 1855 году текинцы захватили Мервский оазис. Проживавшие там сарыки были изгнаны в Иолотанский и Пендинский оазисы, и они в свою очередь оттеснили из Иолотани салоров. Последние вначале находились в районе нынешней Кушки, а затем откочевали в Иран, и наконец поселились в 120 км выше Серахса. Позднее Иран использовал борьбу между сарыками и теке для организации в 1861 года похода в Мервский оазис. Однако он закончился сокрушительным поражением персидских войск. Но после этого «правительство Ирана, по словам Мохбера, не покидала мысль подчинения туркмен».
В 1870 году мервские текинцы разгромили салоров и расселили их небольшими группами в Мерве.

### Аламанщина
Важное место в этнической истории занимает аламанство (грабительские набеги), совершаемых туркменскими племенами на протяжении XIX века. Такой набег совершался отрядом разной величины от нескольких человек до 2-3 тысяч всадников. На территорию Ирана набеги туркменских племён участились после разгрома в 1861 году персидских войск. Иранские феодальные сановники, а также ряд русских и западноевропейских авторов XIX века рассматривали аламанщину как основное занятие туркмен, обвиняя весь народ в поголовном разбойничестве. На территории соприкосновения земель Ирана и Средней Азии наступило время, когда, по выражению А. Вамбери, одно название "атрек" наводило «необыкновенный страх на несчастных жителей Мазандерана и Таберистана».
Перс никогда не устанет рассказывать о приключениях, связанных с туркменами. На одной из этих станций произошло, между прочим, следующее: некий персидский генерал послал вперед свое войско в 6 тысяч человек и отстал лишь на короткое время, чтобы спокойно докурить кальян; когда он, удовлетворив прихоть, в сопровождении нескольких слуг отправился вслед за своими людьми, на него внезапно напали туркмены на быстрых конях. В несколько минут он был ограблен и взят в плен, а еще через несколько недель его продали в Хиве за 25 дукатов.<...>  Причин для страха и осторожности вполне достаточно, однако главной виной несчастий иранцев была их смехотворная трусливость. Караваны здесь обычно собираются в большие массы; их сопровождают пушки с горящими фитилями, солдаты с обнаженными мечами. Часто все вместе они образуют весьма значительное скопище людей; но как только показываются хотя бы несколько удалых разбойников, они теряют присутствие духа и разум, бросают оружие, отдают все свое добро, в конце концов даже сами протягивают руки навстречу оковам и дают увезти себя в тяжелое, часто пожизненное заключение или рабство. <<...>> Нападение у туркмен, так же как у гуннов и татар, скорее можно назвать набегом. Атакующие разделяются на несколько групп и с разных сторон дважды, реже трижды, обрушиваются на ничего не подозревающую жертву, так как туркменская пословица гласит: "Ики денг учте дон", т.е. "попробуй два раза, а на третий поверни назад". Подвергшиеся набегу должны быть очень решительными либо чувствовать себя очень сильными, чтобы оказать сопротивление подобному нападению врасплох; с персами это случается крайне редко; и очень часто бывает так, что один туркмен успешно сражается с пятью персами, а то и более.
Туркмены рассказывали мне, что часто один туркмен берет в плен четырех-пятерых персов. "Нередко, - говорил мне один кочевник, - персы от страха бросают оружие, просят веревки и вяжут друг друга. Нам надо только сойти с лошади и связать последнего". Даже не упоминая о поражении, которое 22 тыс. персов потерпели от 5 тыс. туркмен совсем в недавнее время, можно считать фактом крупное превосходство сынов пустыни над иранцами, и я склонен думать, что даже самого смелого лишает мужества древний, вошедший в историю ужас перед татарами с севера.Вамбери Арминий, Путешествие по Средней Азии, 239
Аламанщина была бедствием для населения северо-восточного Ирана. Полковник Гродеков в своих записках о путешествии из Закаспийского края в Герат отмечал, что ко времени его странствия в 1882 году только в одном округе Пушт-и Джаме из 360 деревень осталось не более 10-15, «державшихся только близостью своего положения к Мешхеду, а остальные были уничтожены туркменскими набегами». Свидетелем опустошения целых районов Хорасана был и персидский шах Насреддин. Л. К. Артамонов писал, что «персидские власти совершенно бессильны в защите поселений и, невзирая на постоянное присутствие в Астрабаде и в укреплении Ахкала своих войск, а также пограничных отрядов, оседлое население тяжко страдает от туркмен и вынуждено влачить жалкое существование в роскошной и богато одарённой стране».

## Современное положение
Во время Исламской революции 1979 года туркмены и иранские казахи региона Туркменсахры требовали тюркской автономии, но так и не получили её.
После суверенизации Туркменистана в начале 1990-х годов наблюдалась некоторый культурный подъём в среде иранских туркмен. В регионах их проживания появились вывески и программы на туркменском языке, раздавались требования по созданию культурно-языковой автономии. К концу 1990-х годов все они сошли на нет. В настоящее время иранские туркмены, большая часть которых уже не кочует, всё больше ассимилируются персами, особенно в городах Горган и Гонбад-э-Габус.

Добровольная ассимиляция наиболее выражена среди молодёжи. Женщины-туркменки перестали носить колоритные среднеазиатские национальные костюмы, перейдя на чёрную иранскую паранджу. Многие семьи полностью перешли на фарси за последние 10-15 лет. В городах практически исчезли вывески на туркменском языке..

## Известные иранские туркмены
- Сердар Азмун — нападающий футбольного клуба «Зенит».[12]
- Довлетмамед Азади — туркменский поэт и учёный, суфий.
- Махтумкули — туркменский поэт, классик туркменской литературы.
- Фархад Гаеми — иранский волейболист, игрок сборной Ирана.[13]
- Рахимберди Аннамораднежад — иранский градостроитель.
- Рамин Нурколипур — иранский политический деятель.